# Crise de Agadir
A Crise de Agadir ou Segunda Crise de Marrocos ou Crise Marroquina de 1911 foi uma crise internacional ocorrida em 1911 que quase culminou em um conflito armado entre Alemanha e França, o que poderia ter ocasionado a Primeira Guerra Mundial três anos antes.
O incidente começou quando, em maio de 1911, a França enviou tropas para Marrocos para sufocar uma revolta popular contra o sultão Mulei Abdal Hafide. Diante da possibilidade dos franceses anexarem o Marrocos, a Alemanha enviou em julho uma canhoneira ao porto marroquino de Agadir,  uma região estratégica tanto por si só (é o melhor porto na região entre Gibraltar e Ilhas Canárias) quanto pela situação do domínio francês no Marrocos.[carece de fontes?]
Este episódio foi um novo desafio para a França após a Primeira Crise do Marrocos, pois em 1905, Guilherme II durante uma visita a Tânger, havia proclamado que a Alemanha não iria permitir que o Marrocos fosse dominado por uma única potência (a França).  Essa ameaça foi eliminada pela Conferência de Algeciras (1906), na qual foram convidadas todas as potências europeias, em que foi acordado manter-se a independência marroquina, porém os portos do país foram todos confiados à França e Espanha.
No caso de Agadir, a ativa diplomacia europeia também conseguiu a resolução da crise, que culminou com a assinatura de um acordo franco-alemão — o Tratado de Fez — em que a Alemanha deu à França carta branca em relação ao Marrocos, no qual o Império Alemão não teria direito de discutir, tudo isso em troca de uma parte significativa do Congo francês  (conhecido como Neukamerun) que seria cedido para a Alemanha para este país inflar os territórios do Império Colonial Alemão. Pelos acordos assinados com a França, a Espanha também adquire a obrigação de exercer um protetorado no Marrocos.
Como a tensão internacional se aprofundou, a aliança franco-britânica — a chamada Entente Cordiale, recém-incluída no que ficou conhecido como Tríplice Entente com a Rússia, foi fortalecida pelo apoio resoluto de Londres ao governo de Paris.  As boas relações entre os dois países vinham desde a resolução da Crise de Fashoda em 1898, por sua desconfiança em comum do crescente poder alemão.
Como consequência da crise, a França acabou estabelecendo um protetorado total no Marrocos, terminando o que restava de independência formal do país, reconhecido pela Alemanha em troca de uma parte menor do Congo; consolidou-se a Tríplice Entente, acelerou a corrida armamentista e exacerbou o nacionalismo e o militarismo revanchista entre os alemães. [carece de fontes?]